# Estonská švédština
Estonská švédština (švédsky: estlandssvenska, estonsky: rannarootsi keel) je jedním z východních dialektů švédštiny, kterým se mluvilo v Estonsku, v oblastech, kde žilo hodně Švédů, například na ostrovech Vormsi (švédsky Ormsö), Saaremaa (švédsky Ösel), Hiiumaa (švédsky Dagö) a Ruhnu (švédsky Runö). Nejznámější dialekty estonské švédštiny jsou nuckömål a rågömål. Po druhé světové válce byli estonští Švédové vystěhováni a jazyk vymřel. Po pádu Sovětského svazu byl jazyk znovu oživen, a nyní jsou kurzy estonské švédštiny nabízeny na ostrovech Hiiumaa a Saaremaa.

## Ukázka estonské švédštiny
"Stick tälknin i stolpan o hälvtor stolpan topa kalkan, säte Halmen o Hälma färe kalkan o ker te Nuckö toka."
Pro srovnání švédština:
"Stick täljkniven i stolpen och vält stolpen på kälken, sätt Hjälmen och Hjälma för kälken och kör till Nuckö."